# Stanisław Kostka Potocki

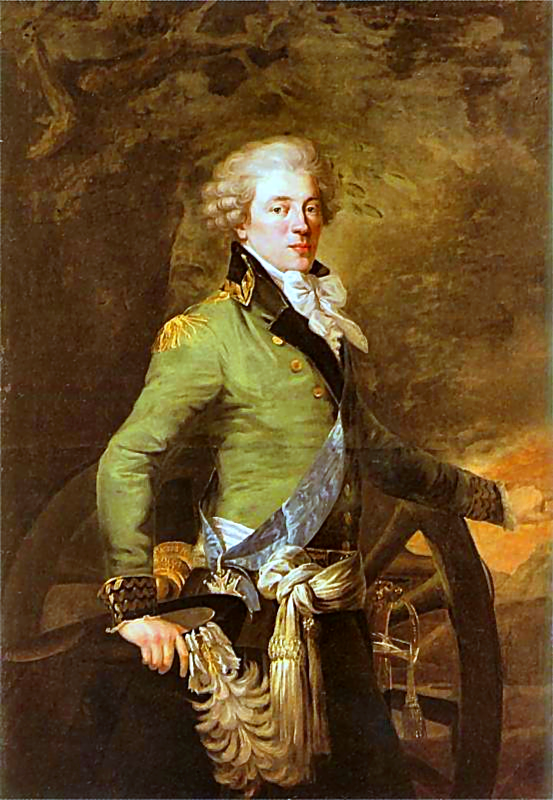
Stanisław Kostka Potocki jako generał artylerii koronnej w 1792 roku

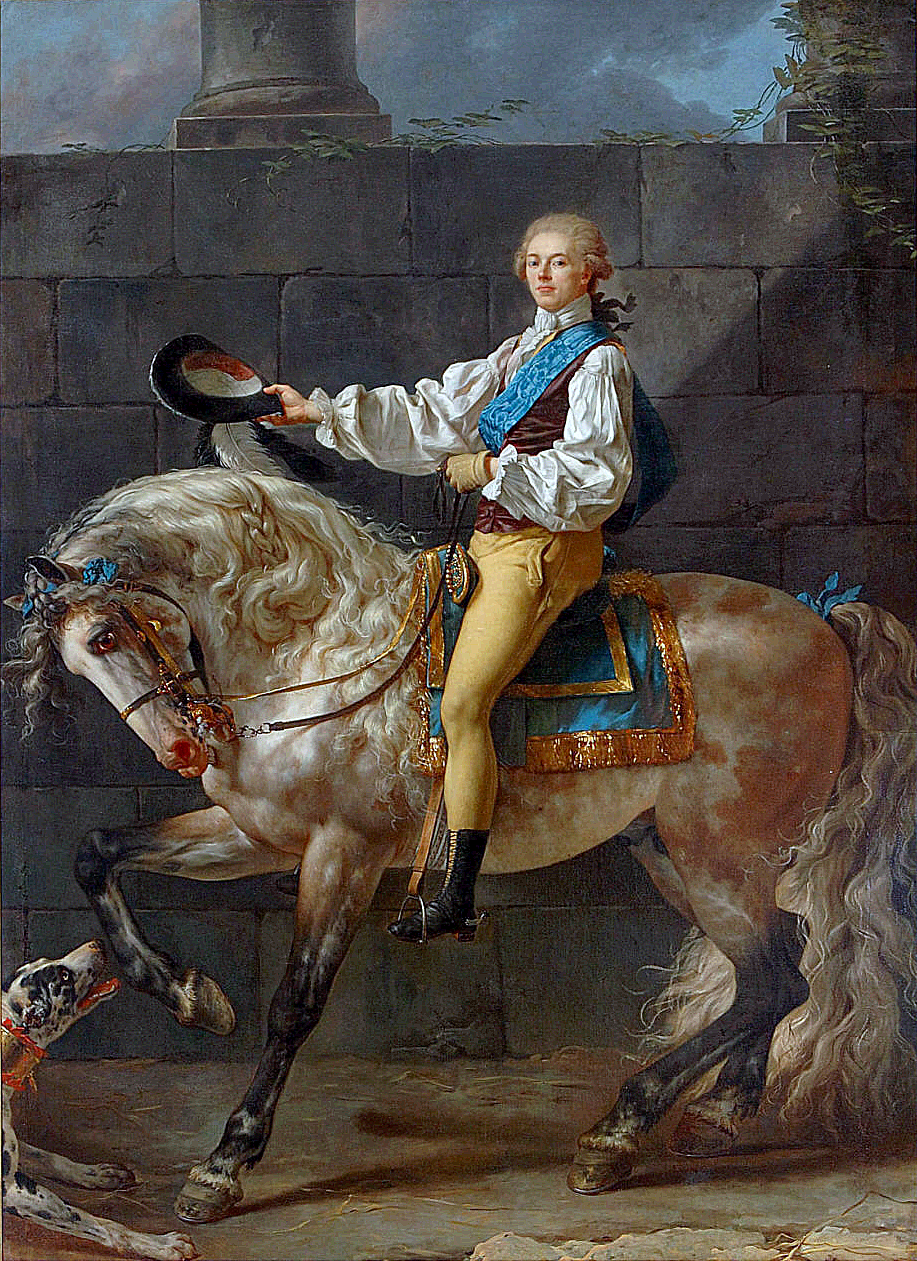
Jacques-Louis David, Portret konny Stanisława Kostki Potockiego (1780) Muzeum Pałacu Króla Jana III w Wilanowie

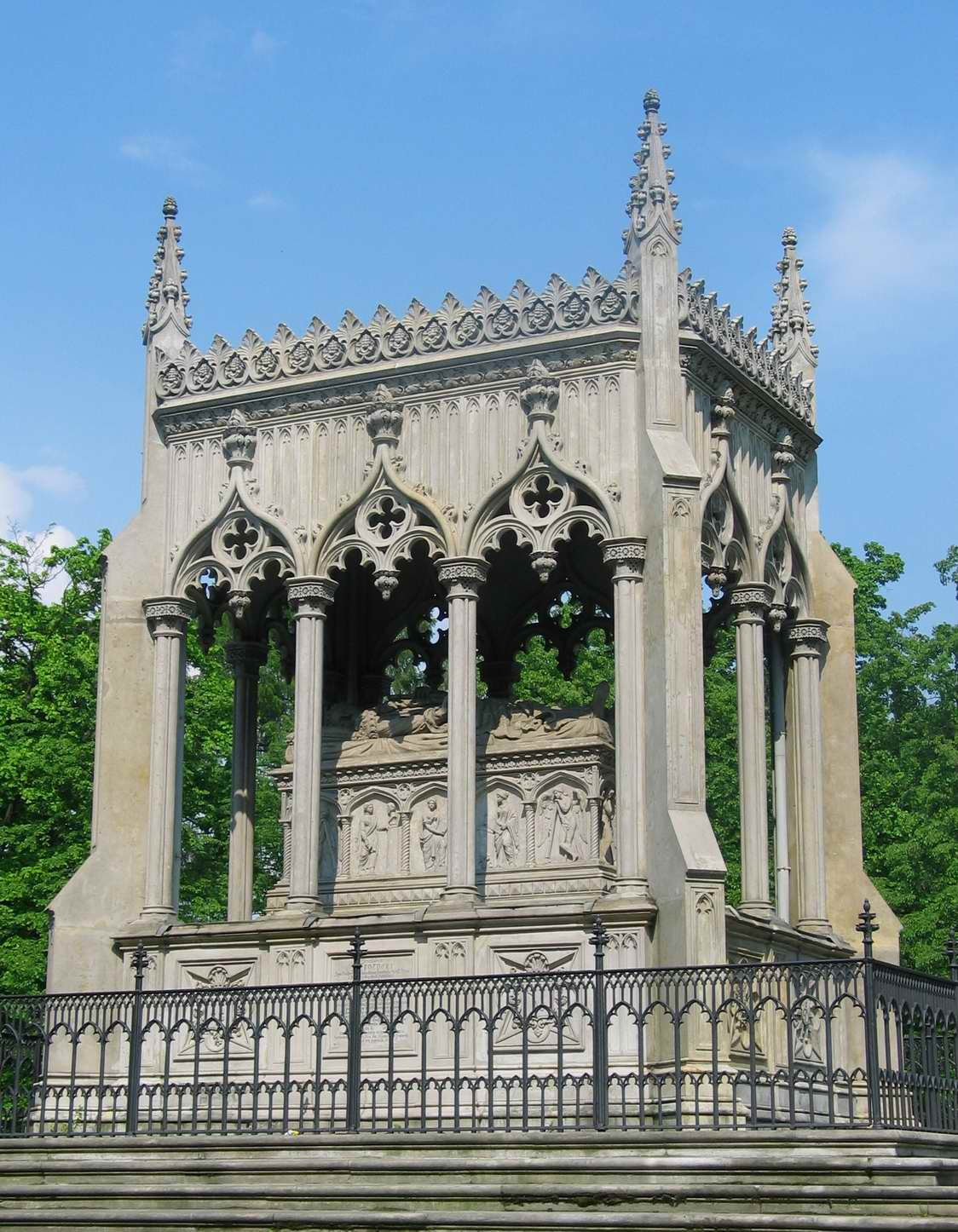
Mauzoleum Stanisława Kostki i Aleksandry Potockich w Wilanowie

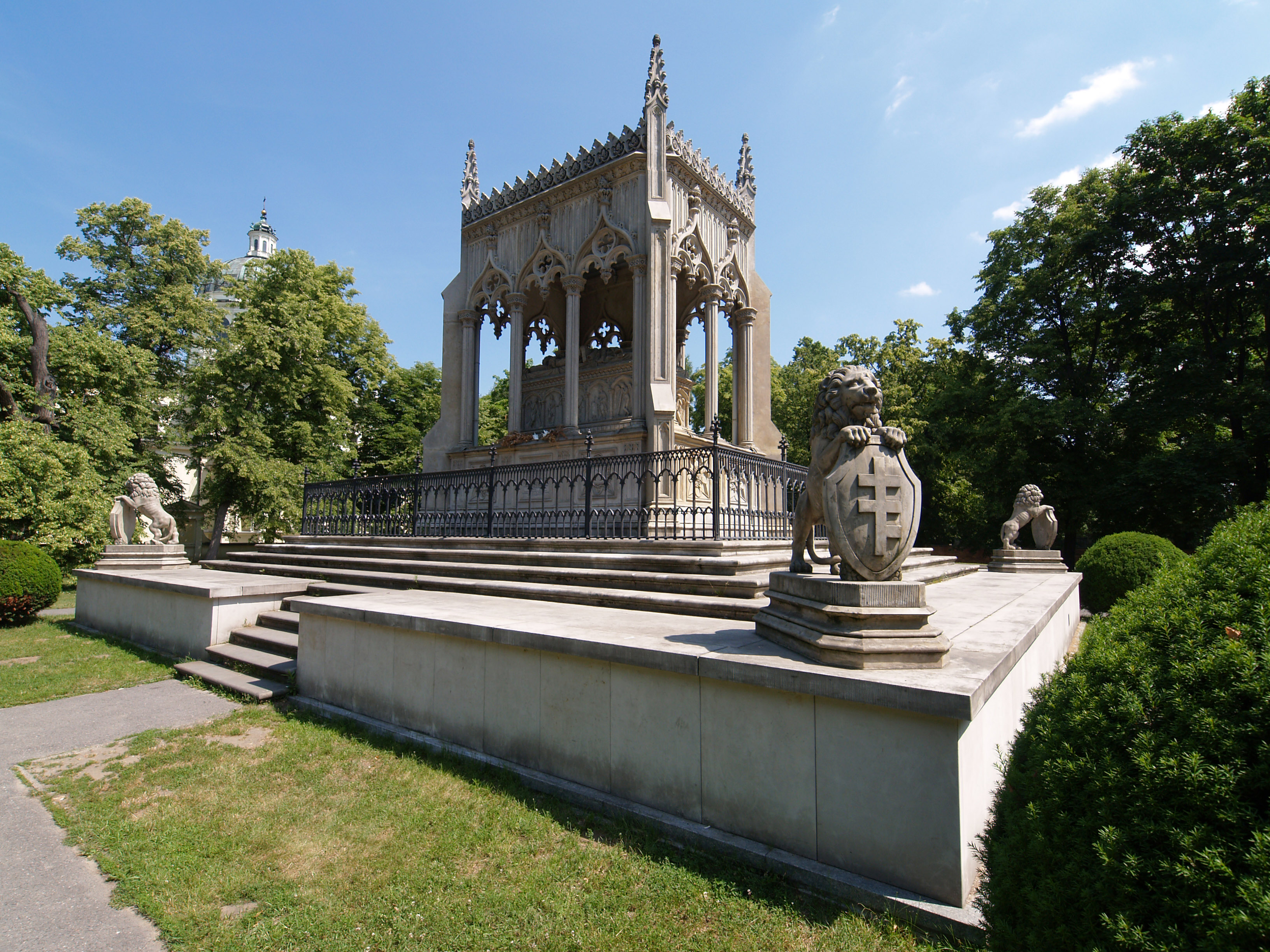
Mauzoleum w Wilanowie

Stanisław Kostka Potocki herbu Pilawa, pseud. i krypt. Autor „Świstka krytycznego”; Jan Wit...; N. P. W. M. B. S. P.; S. P.; Un Polonais; W. (Wieśniak), (ur. w listopadzie 1755 w Lublinie, zm. 14 września 1821 w Wilanowie) – polski polityk, głośny mówca i krytyk literacki, publicysta, historyk kultury, pamiętnikarz, poeta, dramatopisarz i tłumacz, hrabia w Królestwie Kongresowym w 1820 roku, senator-wojewoda Księstwa Warszawskiego w 1807 roku, asesor sejmiku powiatowego warszawskiego w 1809 roku, członek Izby Edukacyjnej Księstwa Warszawskiego w 1808 roku, generał major artylerii koronnej w latach 1790–1792, poseł, członek Stronnictwa Patriotycznego na Sejmie Czteroletnim, działacz oświatowy, wolnomularz, prezes Rady Stanu i Rady Ministrów Księstwa Warszawskiego, prezes Senatu Królestwa Polskiego w latach 1818–1821, minister prezydujący w Komisji Rządowej Wyznań Religijnych i Oświecenia Publicznego Królestwa Polskiego od grudnia 1815 roku do grudnia 1820 roku.

## Życiorys

### Młodość
Pochodził z rodziny szlacheckiej pieczętującej się herbem Pilawa. Był synem Eustachego, cześnika koronnego (późniejszego generała artylerii litewskiej), i Marianny Kątskiej (Konckiej lub Kąckiej), herbu Brochwicz, bratem Ignacego Potockiego. Po utracie rodziców w 1768 dostał się pod opiekę ciotki Katarzyny Kossakowskej.
Ukończył pijarskie Collegium Nobilium, w którym podjął naukę w roku 1762. W latach 1772–1775 wiele podróżował po Europie, odwiedzając Włochy, Francję, Szwajcarię i Niemcy, interesując się głównie architekturą i sztuką, co zaowocowało wielokrotnymi powrotami (m.in. w latach: 1777, 1779–1780, 1783, 1785–1786 i 1796–1797). W roku 1774 rozpoczął studia i dokładniejsze zwiedzanie Włoch. Małżeństwo zawarte w 1776 z Aleksandrą z Lubomirskich, marszałkówną wielką koronną, pozwoliło mu na związanie się z opozycyjną wówczas Familią. W roku 1777 został kawalerem Orderu Świętego Stanisława.

### Działalność polityczna do 1795
Działalność polityczną rozpoczął w 1778 jako poseł z województwa lubelskiego. W latach ponownie 1779–1780 przebywał we Włoszech i w Szwajcarii. Podstoli wielki koronny w latach 1781–1784. W roku 1781 odznaczony Orderem Orła Białego. Od 1782 był posłem na sejmy z województwa lubelskiego, odznaczającym się jako krasomówca. W 1782 odbył pierwszą zagraniczną misję polityczną, prezentując w Wiedniu papieżowi sprawę biskupa Kajetana Sołtyka z punktu widzenia opozycji. Od roku 1782 był członkiem Rady Nieustającej, z której działalności złożył sprawozdanie na sejmie grodzieńskim 1784 roku. Od 1780 roku był jednym z pierwszych i najgorliwszych wolnomularzy polskich (w 1812 roku został wielkim mistrzem Wielkiego Wschodu Narodowego Polski). Członek Departamentu Skarbowego Rady Nieustającej w 1783 roku. Był wielkim mówcą Wielkiego Wschodu Narodowego Polski w 1784 roku. W roku 1784 wygłosił w loży pierwsze swoje pozasejmowe przemówienie, będące zarazem pierwszym jego występem literackim. 3 czerwca 1784 otrzymał w Galicji austriacki tytuł hrabiowski. Po niechlubnym udziale w aferze Dogrumowej w 1785 wyjechał ponownie do Włoch, wracając do kraju na sejm 1786. W latach 1787–1788 przebywał w towarzystwie J.U. Niemcewicza w Paryżu i w Londynie.
W roku 1788 aktywnie wiąże się z opozycją (stronnictwo patriotyczne – należał do jego najlepszych mówców), zostając posłem na Sejm Czteroletni z województwa lubelskiego, odgrywając na nim ważną rolę obok swego brata Ignacego. W tym samym roku został mianowany posłem ekstraordynaryjnym do Paryża. W 1789 skutecznie dążył do zniesienia Rady Nieustającej i wielokrotnie zabierał głos w sprawach dotyczących zabezpieczenia finansowego wojska, negocjował także w imieniu króla ze stronnictwem hetmańskim. Przez 9 miesięcy (od 5 maja 1789 do 2 lutego 1790) był szefem 14. regimentu piechoty im. Potockich (stanowisko to objął po Stanisławie Szczęsnym Potockim). W styczniu 1791 otrzymał patent na generała-majora artylerii wojsk koronnych, kilkanaście miesięcy później (1792) został mianowany generałem artylerii koronnej (po Stanisławie Szczęsnym Potockim) i objął stanowisko szefa 5. regimentu fizylierów. W roku 1791 wziął znaczący udział w wydarzeniach, które doprowadziły do uchwalenia Konstytucji 3 Maja, której był jednym z sygnatariuszy. 29 kwietnia 1791 roku przyjął obywatelstwo miejskie w ratuszu Starej Warszawy. 2 maja 1791 roku podpisał asekurację, w której zobowiązał się do popierania projektu Ustawy Rządowej. Był także jednym z założycieli, członkiem Zgromadzenia Przyjaciół Konstytucji Rządowej, przyjął prawo miejskie.
Już w maju 1791 posłował w imieniu króla do Elektoratu Saksonii i Prus, a w ciągu tego roku i na początku roku 1792 bezskutecznie negocjował ze Szczęsnym Potockim. W maju (lub czerwcu) 1792 wszedł do Rady Wojennej przy królu, biorąc jako jego delegat czynny udział w wojnie polsko-rosyjskiej. Na polu bitwy nie miał jednak sukcesów, przyczyniając się do klęski pod Mirem. Wobec nieudolnego dowodzenia (nie znał się na artylerii), faktyczne dowództwo z jego rąk przejął major Jan Kanty Gembarzewski. Po przystąpieniu króla do konfederacji targowickiej wyemigrował wraz z Ignacym Potockim do Saksonii (Lipsk i Drezno), gdzie uczestniczył w przygotowaniach do insurekcji. Pozostał tam także podczas powstania 1794, aż do czasu wydalenia z niej w lipcu 1794, co umożliwiło aresztowanie go i więzienie przez władze austriackie (początkowo w Josephstadt, a następnie internowanie w Pradze).

### Po III rozbiorze
Po uwolnieniu wyjechał do Włoch (1796), wracając do rodzinnych dóbr kurowskich w roku 1797. Osiadł w Wilanowie, który na własność otrzymała w roku 1799 jego żona Aleksandra od matki Izabeli Lubomirskiej, poświęcając się przywróceniu świetności pałacowi wilanowskiemu jako mauzoleum chwały króla Jana III i gromadzeniu w niej kolekcji sztuki i starożytności, która została udostępniona publiczności w roku 1805 oraz prowadzeniu studiów nad językiem polskim, literaturą i sztuką. Od roku 1800 jeden z najczynniejszych członków warszawskiego Towarzystwa Przyjaciół Nauk, w którym przewodniczył Wydziałowi Nauk; stał się wtedy powagą rozstrzygającą w sprawach literackich, ale sam pisał stylem zawiłym i nie bez błędów.
W styczniu 1807 wszedł do Komisji Rządzącej, w lutym tego roku obejmując stanowisko Prezesa Izby Edukacyjnej i utrzymując je w Komisji Rządzącej Księstwa Warszawskiego, od 1810 jako dyrektor Edukacji Narodowej. W 1808 wraz z Ksawerym Działyńskim i Piotrem Bielińskim brał udział w negocjacjach, które doprowadziły do konwencji obejmującej tzw. sumy bajońskie. Wiosną 1809 został prezesem Rady Stanu i Rady Ministrów przechodząc zwycięsko trudną próbę kierowania tymi ciałami w czasie wojny 1809, pozostając pod presją dyrektyw francuskich i opozycji jakobińskiej. W 1812 roku przystąpił do Konfederacji Generalnej Królestwa Polskiego. Wtedy też spowodował mianowanie swego syna Aleksandra członkiem tymczasowego rządu litewskiego. W czasie odwrotu Napoleona spod Moskwy ewakuował się za Fryderykiem Augustem do Drezna.
Po bitwie pod Lipskiem (1813) został aresztowany przez Rosjan, do Wilanowa wrócił w 1814. W 1815 brał udział w redagowaniu tekstu Konstytucji Królestwa Polskiego i przyjął kierownictwo Wydziału Oświecenia Narodowego Rządu Tymczasowego (później Komisji Wyznań Religijnych i Oświecenia Publicznego). Na tym stanowisku dążył do rozwoju szkolnictwa elementarnego. Przyczynił się także do utworzenia Uniwersytetu Warszawskiego. W lipcu 1818 został prezesem Senatu, popadając w czasie pełnienia tej funkcji w konflikt z sejmową opozycją kaliską. W 1820 popadł również w konflikt z polskim episkopatem na tle antyklerykalnej publikacji Podróż do Ciemnogrodu (1820). Po interwencji polskich biskupów katolickich u króla Aleksandra I Romanowa został zdymisjonowany 9 grudnia 1820 ze stanowiska ministra Wyznań Religijnych i Oświecenia Publicznego. Niemniej w czasie urzędowania brał w opiekę księży którzy dopuścili się przestępstw, przewidując trzymanie ich oddzielnie od kryminalistów aż do wydania wyroku sądowego, usuwającego ich ze stanu duchownego. W niespełna rok później – 14 września 1821 – Stanisław Kostka Potocki zmarł. Został pochowany w cmentarzu w Wilanowie.
Był odznaczony Orderem Orła Białego, Orderem Narodowym Legii Honoru, Orderem Świętego Stanisława i Orderem Świętego Ludwika.
Jego żoną była Aleksandra, córka Izabeli Lubomirskiej z Czartoryskich. Jego jedynym synem był Aleksander Stanisław Potocki.

## Twórczość
Miłośnik, znawca i mecenas sztuk pięknych, kolekcjoner. Propagator klasycyzmu. Architekt amator – wraz z Piotrem Aignerem w roku 1788 zaprojektował fasadę kościoła św. Anny w Warszawie, następnie wnętrza pałacu Potockich w Natolinie i pałac w Olesinie; ponadto park angielski w Wilanowie. Pionier historii sztuki i archeologii w Polsce. Autor dzieła w trzech tomach O sztuce u dawnych czyli Winkelman polski (1815) wzorowanego na dziele J.J.Winckelmanna. Prowadził wykopaliska archeologiczne we Włoszech, m.in. w Nola i zlecił rekonstrukcję rysunkową Villi Laurentiny według opisu Pliniusza Młodszego. Swoją kolekcję dzieł sztuki zgromadzoną w pałacu w Wilanowie udostępnił w 1805 publiczności, tworząc jedno z pierwszych muzeów w Polsce.
Pisał felietony zatytułowane Świstek krytyczny do miesięcznika Towarzystwa Przyjaciół Nauk Pamiętnik Warszawski. Oprócz oddzielnie lub w czasopismach drukowanych mów politycznych, szkolnych, wolnomularskich i innych, pochwał i rozpraw w Towarzystwa Przyjaciół Nauk, artykułów krytycznych, wydał: „O sztuce u dawnych czyli Winkelman polski” (1815, 3 t.), „O wymowie i stylu” 1815, 4 t., główne jego dzieło, mało samodzielne i jednostronne, ale zawierające wiele trafnych zdań i poglądów), „Pochwały, mowy i rozprawy” (1816, 2 t.), „Podróż do Ciemnogrodu” (1820, 4 cz.) przeciw obskurantyzmowi (za dzieło to na żądanie duchowieństwa usunięty ze stanowiska ministra wyznań rel. i ośw. publ.).
Tłumacz Podróży sentymentalnej Laurence’a Sterne'a.

## Potocki jako historyk i teoretyk sztuki

### Historyk
Przedstawienie Stanisława Kostki Potockiego jako historyka i teoretyka sztuki to przede wszystkim wydobycie z dorobku myśli naukowej tego autora rozważań, które ukazują jego poglądy na sztukę w oparciu o wiedzę historyczną i znawstwo twórczości artystycznej. To także argumentacja tezy wysuwanej przez licznych pisarzy, określającej Stanisława Potockiego mianem „ojca” polskiej archeologii i historii sztuki.
Badając twórczość Stanisława Kostki Potockiego, można określić go mianem historyka sztuki. Jan Białostocki podkreśla, że sztuka – jako nowa dyscyplina humanistyczna – została rozwinięta poprzez wiedzę o kulturze antycznej i wskazuje on Winckelmana jako autora pierwszej książki o tytule zawierającym nazwę nowej dyscypliny. Potocki, tłumacząc dzieło Winckelmana na język polski, dokonał wielu przeróbek uzupełniających i dodał wiele własnych przemyśleń, stając się pierwszym badaczem polskim o trwałych zasługach i oryginalnych osiągnięciach dla sztuki starożytnej. Starzyński, odwołując się do dzieła Potockiego poświęconego dziejom sztuki starożytnej, które miało objąć powszechną historię sztuki od czasów najdawniejszych aż do schyłku XVIII wieku, twierdzi, że Potocki ze względu na skalę zamierzenia, solidność zastosowanej metody badawczej oraz świadomość naukowych kryteriów, zasłużył na miano pierwszego polskiego historyka sztuki.
Przedstawienie Potockiego jako historyka sztuki to także wskazanie na pionierski charakter przedsięwzięcia Potockiego, podejmującego zamiar napisania książki o „sztukach nadobnych”, usiłującego dać przekonywającą odpowiedź na pytanie, „czyli takowy przedmiot jest godny narodowej baczności”. Zdaniem Starzyńskiego Potocki odwołuje się więc do argumentu ideowo-politycznego, stwierdzając, że w kultywowaniu sztuk należy widzieć mocną ostoję panującego porządku społecznego.
Potocki kładł nacisk na historyczne uwarunkowania zjawisk artystycznych z uwzględnieniem warunków geograficznych i klimatycznych. Starzyński zwraca uwagę, że jest to jeden z błędów wytykanych Winkelmanowi, że zamierzając napisać prawdziwą historię sztuki, ograniczył się do przedstawienia samego tylko „systematu sztuki starożytnej”. Potocki w miarę swych sił i dostępnych materiałów próbował zaradzić tym brakom Winkelmanna, samodzielnie wprowadzając nowe rozdziały poświęcone sztuce Egiptu, Asyrii, Babilonu, a nawet Indii i Dalekiego Wschodu. Potocki w swej metodzie opisu ujawnia zdolność rozpatrywania dzieła sztuki w pełnym powiązaniu z epoką; poprzez przedmiot archeologii czy historii sztuki dostrzegał on człowieka danej epoki.
O systematycznie zorganizowanym warsztacie naukowym historyka sztuki świadczy stworzony przez Potockiego zbiór grafiki, który miał charakter planowanej dokumentacji dzieła naukowego. Ważnym akcentem nowoczesności warsztatu naukowego omawianego autora jako historyka sztuki była również podkreślana przez niego zasada autopsji, polegająca na naocznym badaniu dzieł sztuki w tych warunkach lokalnych, którym niegdyś zawdzięczały swe powstanie. Potocki krytykuje metodę badawczą Montfaucona, który oddalony od skarbów starożytności, pisze o nich z pamięci lub widząc je cudzymi oczami. Sam natomiast każe odrysowywać szczegóły architektoniczne, jak kapitele, bazy kolumn zachowanych z danej epoki, nie zapomina o pomiarach w terenie. Bernhard wskazuje na prace wykopaliskowe prowadzone przez Potockiego, który opiera swe teorie naukowe na przeprowadzonym doświadczeniu. Poglądy Potockiego ewoluowały, początkowo nie odbiegające od innych działających polskich miłośników antyku, od dekorowania wazami biblioteki, do udostępnienia zbiorów publiczności w 1805, do wyeksponowania antycznej ceramiki w układzie historycznym.

### Teoretyk
Stanisław Kostka Potocki był znawcą twórczości artystycznej. Starzyński zaznacza, że omawiany autor swą estetykę, wywodzącą się z racjonalistycznych założeń oświecenia, łączył z szeroko pojętą praktyką sztuki, co wyrażało się nie tylko w samodzielnym projektowaniu architektonicznym (około roku 1788 projektował fasadę warszawskiego kościoła pw. Świętej Anny), ale i w świadomym prowadzeniu polityki kulturalnej, w kolekcjonerstwie oraz w osobistej, trafnej na ogół inicjatywie na polu krytyki, szkolnictwa i organizacji życia artystycznego. Krytykując Winckelmana Potocki, stawiając sobie wysokie wymagania naukowo-badawcze, był świadom, że jego praca powinna służyć życiu i rozwojowi współczesnej kultury artystycznej polskiego odbiorcy. Starzyński zwraca również uwagę na rolę Potockiego w realizacji programu rozwoju kultury i sztuki narodowej, który zarysował się w ostatniej ćwierci XVIII w. i któremu polska sztuka w znacznej mierze zawdzięcza swój realistyczny rozkwit w XIX stuleciu.
Działalność Stanisława Kostki Potockiego jako historyka i teoretyka sztuki wniosła do dorobku estetyki oświecenia wiele osobistych akcentów, przyczyniając się do powstania naukowego poglądu na sztukę, a w samej twórczości do rozwoju realizmu i sztuki narodowej.